# Turbine rosso
Turbine rosso (Storia della Serbia invasa) è un film prodotto nel giugno 1916 dalla Volsca Films di Velletri per la regia di Oreste Gherardini, con Lola Visconti Brignone. Il film è ispirato al documentario del 1916 Prodigiosa opera della marina italiana in aiuto dell'esercito serbo di Luca Comerio.

## Trama
Pietro, ufficiale bulgaro, all'inizio della guerra con la Serbia si arruola con questi ultimi per amore di Milena, sorella di un ufficiale serbo. Costretto ad affrontarsi con una truppa bulgara comandata da suo fratello, Pietro si immola gridando Viva la Serbia! Successivamente, durante il brutale saccheggio dei bulgari alla popolazione serba ormai sconfitta, Giorgio, fratello di Pietro, entra in casa di Milena e tenta di violentarla, ma il fratello ufficiale la salva, arrestando Giorgio e lasciandolo in vita. Con l'aiuto dell'alleata Italia, poco dopo l'esercito serbo si riorganizza e passa al contrattacco.

## Produzione
Il film, ispirato al documentario Prodigiosa opera della marina italiana in aiuto dell'esercito serbo di Luca Comerio, prodotto due anni prima, presenta anche scene delle battaglie riprese dal vero dall'operatore Umberto Romagnoli in Serbia durante la guerra balcanica e montate successivamente all'interno del film, che diventa quindi anche un documento dell'invasione bulgara della Serbia.

## Critica
La critica al film si divise tra chi ne elogiava il soggetto, la messa in scena, la fotografia e l'interpretazione, cogliendo anche l'aspetto documentaristico dell'opera e tra chi, pur elogiando la prova attoriale di Lola Visconti, rimarcava parecchie riserve sulla storia, visto che presentava un "eroe" controverso, che per la donna amata tradiva la propria Patria.